# CAS BNCI Alger
Le CAS BNCI Alger est un ancien club français de volley-ball section du club omnisports de la Banque nationale pour le commerce et l'industrie d'Alger. La section masculine a été championne de France en 1959.

## Historique
- 1947 : création de la section volley du CAS BCNI Alger[1]
- 1958 : le club finit 4e du championnat de France lors d'une phase finale regroupant les 2 premières équipes de métropole et d'Algérie.
- 1959 : le club est sacré Champion de France.
- 1960 : participation à la coupe d'Europe des clubs champions nouvellement créée.
- 1961 : au soir de sa troisième place, lors du championnat de France, le club cesse toute activité.

## Palmarès
- Champion de France (1)
  - Vainqueur : 1959
  - Troisième :1961

## L'équipechampionne de Franceen 1959
- Maurice Arrigoni
- Alain Pertus
- Jacques Rodineau
- Charles Ferrer
- Jean-Pierre L’hermitte
- Guy Tillie
- José Sampol
- Christian Rodriguez
- Maurice Babin
- Henri Pasqualini (Capitaine)
- Daniel Oberson
- André Pertus
- Entraîneur : Mercadal

## Note et référence
1. ↑  Présentation du club sur le site alger-volley